# Плід Святого Духа
Плід Святого Духа — метафора, яку вжив апостол Павло задля окреслення чеснот, що були результатом впливу Святого Духа на особистість. Знаходиться вона в 5 главі Послання до Галатів.
В «Біблії Тисячоліття» перелічені ці чесноти: любов, радість, мир, терпіння, доброта, милосердя, вірність, лагідність, стриманість. У Вульгаті в тому фрагменті додано ще три: віра, скромність та цнотливість.
Тома Аквінський причисляв до плодів Святого Духа милосердя, лагідність, віру, цнотливість та доброту. Аврелій Августин визначав чесноту як гарну звичку, що вкладається в традиційні норми.